# ویتالی توامید
ویتالی توامید (انگلیسی: Vitalija Tuomaitė؛ ۲۲ نوامبر ۱۹۶۴ – ۸ اوت ۲۰۰۷) بازیکن بسکتبال اهل لیتوانی بود.